# Martin Vítek
Martin Vítek (31. října 1804 Biskupice – 8. listopadu 1885 Luhačovice či Biskupice) byl moravský a rakouský politik, během revolučního roku 1848 poslanec Říšského sněmu.

## Biografie
Během revolučního roku 1848 se zapojil do politiky. Ve volbách roku 1848 byl zvolen na ústavodárný Říšský sněm. Zastupoval volební obvod Uherský Brod. Uvádí se jako čtvrtláník. Patřil ke sněmovnímu bloku pravice, do kterého náležel český politický tábor, Národní strana (staročeši).
Od roku 1848 do roku 1849 zasedal také jako poslanec Moravského zemského sněmu. Nastoupil sem po zemských volbách roku 1848 za kurii venkovských obcí, obvod Luhačovice. V případě časového zaneprádnění byl za něj na zemském sněmu ustanoven náhradník Šimon Prchla.
Zemřel v listopadu 1885.